# Reducció
|  | Per a altres significats, vegeu «Reducció (desambiguació)». |

La reducció és un procés electroquímic pel qual un àtom o ió guanya un o més electrons, tot disminuint el seu estat d'oxidació. Tanmateix, en química orgànica, hi ha moltes reaccions a les quals no ni ha cap guany d'electrons que són considerades reduccions, el que hi ha és una reorganització dels electrons dins les molècules, en seria un exemple la hidrogenòlisi d’un derivat hidrogenat. En tot procés de reducció hi intervé un actor que guanya electrons i un altre que els cedeix, és a dir, tota reducció comporta també una oxidació, per això es parla de reaccions d'oxidació reducció.
Per exemple, el Fe2+ i el Fe3+ són reduïts a Fe0 per l'H₂ segons la següent reacció:
Fe2++H₂→Fe+2H+
Fe3++3/2H₂→Fe+3H+
L'hidrogen actua, en aquest cas, com a agent reductor i redueix els ions de ferro.